# Colonizarea Americii de Nord

## Începutul colonizării
Colonizarea Americii de Nord a început din timpul cand cavalerii spaniolii au ocupat Cuba. Treptat a fost ocupat și Mexicul de azi, cucerind pe Azteci și Maiași. Dorința de a-și lărgi teritoriile pe continent a venit și la francezi și englezi. Treptat francezii au colonizat Missisipi și Missouri,Florida și mare parte din Canada de astăzi.

## Colonizarea spaniolă
Spaniolii au colonizat o mare parte a Americilor, în deosebit a Americii de Sud dar primele colonii au fost înființate în cea de nord. O mare importanță a avut colonia de pe Cuba, care a devenit bază militară pentru atacurile asupra continentelor. Mexicul a avut foarte mare importanță, deoarece erau prezente minereuri de aur, care erau transportate în Spania. Regele Spaniei numea guvernatori, în titluri de vicerege, care nu în totdeauna erau loiali regelui. Praful de pușcă a fost principalul subiect al victoriilor nu numai spaniolilor, dar și a altor imperii colonizatoare.Hernán Cortés a fost unul dintre vestiții conducători ai expedițiilor spaniole.

## Colonizarea engleză
Englezii au devenit a doua nație după spanioli care au creat colonii pe continentul nou. De la început au fost tremise două expediții, dar în rezultat  amîndouă au avut insucces.Cea mai bogată și mai importantă colonie, a fost Virginia. Cea mai mare bogăție erau plantațiile. Venitul nu era așa de major ca la spanioli, dar totuși. Răspîndiți erau și sclavii.